# 동주여자고등학교
동주여자고등학교(東洲女子高等學校)는 대한민국 부산광역시 중구 광복동3가에 있는 사립 고등학교이다.

## 학교 연혁
- 1919년 5월 1일 : 카시이 겐따로 설립
- 1920년 3월 1일 : 부산 상업 야학교로 개교(남자야간 한인142＋일인56)
- 1945년 4월 1일 : 부산 상업 실천 학교로 개명(여자주간 한인62＋일인204)
- 1949년 4월 26일 : 재단법인 동주학원 인가, 초대 이사장 김경진 취임
- 1950년 6월 25일 : 한국동란중 서울의대 의예과 강의동으로 징발
- 1951년 9월 1일 : 동주중학교로 교명변경
- 1953년 11월 13일 : 동주학원 산하 부산 여자 상업 고등학교, 동주고등학교 인가
- 1954년 3월 30일 : 부산여상 이전(서구 동대신동)
- 1954년 9월 28일 : 동주고등학교 개교(몇년 후 폐교)
- 1963년 12월 12일 : 동주중학을 동주여자상업고등학교／동주여자중학교(1964. 1. 9)로 인가, 동주여상(주 2학급 야 2학급)
- 1964년 1월 25일 : 재단법인 동주학원에서 학교법인 동주학원으로 변경
- 1964년 2월 1일 : 제1대 정일종 취임／동주여중(주 6학급, 야 4학급)
- 1964년 2월 1일 : 신입생 모집(교훈 노력하자, 신애하자)
- 1966년 12월 6일 : 6층 대강당 준공
- 1967년 2월 28일 : 제1회 졸업생(182명) 배출
- 1969년 2월 1일 : 교훈 변경(튼튼한 몸으로 알뜰히 배우고 열심히 일하며 즐겁게 살자)
- 1969년 6월 15일 : 7층 준공
- 1974년 4월 20일 : 동주여중 분리 신축이전
- 1977년 7월 30일 : 학교법인 석파학원 설립인가, 초대 정종섭 이사장 취임
- 1987년 7월 16일 : 동주학원 석파학원에 흡수 합병됨
- 2001년 9월 28일 : 주간 10개학급 인가(전자상거래과 3반, 컴퓨터정보과 4반, 통상외국어과 3반)
- 2006년 7월 20일 : 종합형고등학교로 체제개편(인문과정4학급＋전문과정4학급)
- 2008년 3월 2일 : 동주여자고등학교로 교명변경 인가
- 2021년 3월 16일 : 제13대 정길영 이사장 취임
- 2021년 12월 31일 : 제56회 졸업식 거행(165명, 총 졸업생 누계 39,206명)
- 2022년 9월 1일 : 제13대 손성지 교장 취임

## 참고 자료
- 동주여자고등학교 - 한국교육학술정보원 학교알리미